# ويليام بايلس
ويليام بايلس (بالإنجليزية: William Baylis)‏ هو متسابق يخت أمريكي، ولد في 15 أبريل 1962 في سان فرانسيسكو في الولايات المتحدة.

## وصلات خارجية
- ويليام بايلس على موقع الاتحاد الدولي للملاحة الشراعية (موقع جديد) (الإنجليزية)
- ويليام بايلس على موقع الاتحاد الدولي للملاحة الشراعية (موقع قديم) (الإنجليزية)
- ويليام بايلس على موقع اللجنة الأولمبية الدولية (الإنجليزية)
- ويليام بايلس على موقع أوليمبيديا (الإنجليزية)